# Fundo da bexiga

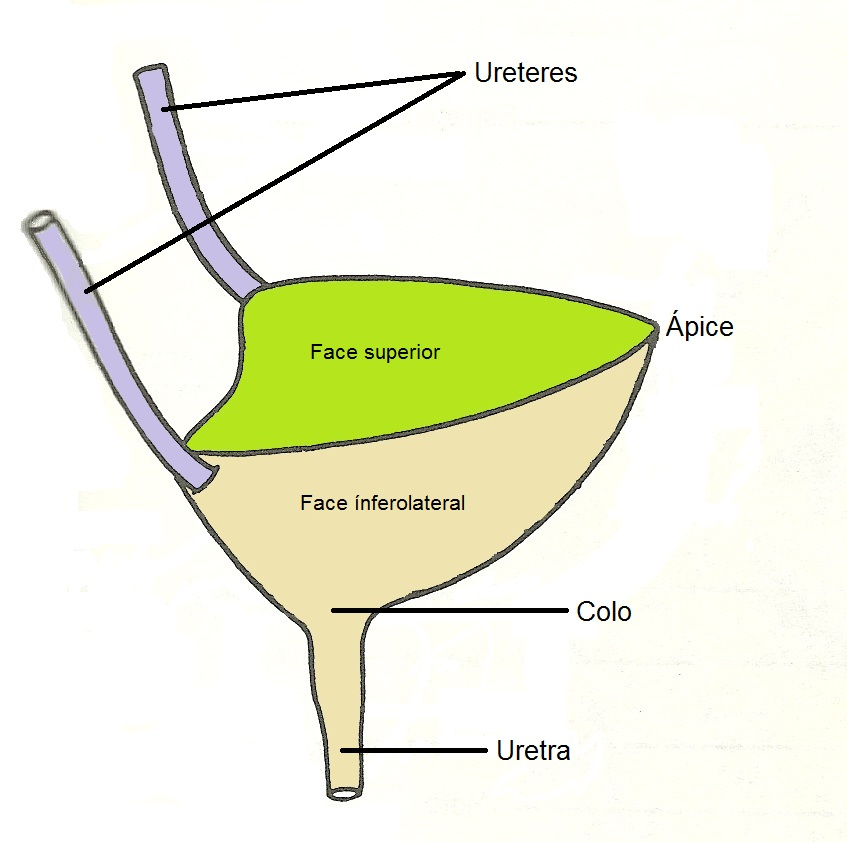
Esquema da bexiga urinária vazia em humanos

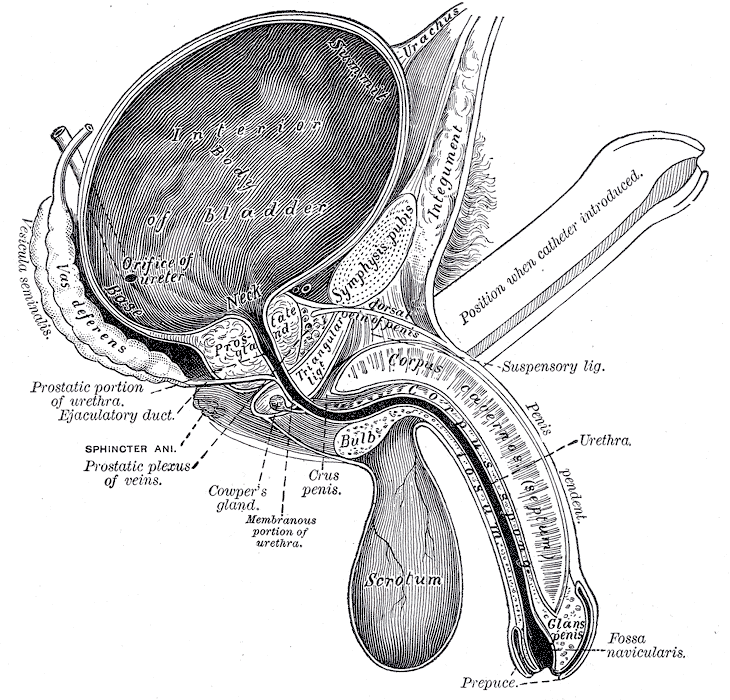
Secção transversal da bexiga urinária cheia (sexo masculino)

Em anatomia, o fundo ou base da bexiga urinária, em humanos, é a região posterior deste órgão. A bexiga vazia possui a forma de uma pirâmide triangular, formada por quatro faces: uma face superior, duas faces ínfero-laterais e uma face posterior. O fundo ou base corresponde a face posterior, que no homem está em contato com a vesícula seminal e reto; na mulher está em contato com a parede anterior da vagina. 